# Cindy Merlo
Pour les articles homonymes, voir Merlo.
Cindy Merlo, née le 13 mars 1998 à Wald (Zurich), est une joueuse professionnelle de squash représentant la Suisse. Elle atteint le 38e rang mondial en janvier 2022, son meilleur classement. Elle remporte les championnats de Suisse en 2018, 2019 et 2025.

## Biographie
Elle rentre pour la première fois dans le top 50 en avril 2021.

## Palmarès

### Titres
- Championnats de Suisse : 3 titres (2018, 2019, 2025)